# Warren Rabb
Samuel Warren Rabb (Baton Rouge, 12 dicembre 1937) è un ex giocatore di football americano statunitense che ha militato nel ruolo di quarterback nella National Football League (NFL), nella American Football League (AFL) e nella Canadian Football League (CFL).

## Carriera
Al college Rabb fu il quarterback degli LSU Tigers che vinsero il campionato nazionale nel 1958. Quell'anno fu inserito nella formazione ideale della Southeastern Conference. Fu scelto nel corso del secondo giro (15º assoluto) del Draft NFL 1960 dai Detroit Lions con cui disputò una sola stagione senza mai scendere in campo come titolare. Nel 1961 passò ai Buffalo Bills con cui scese in campo come titolare 10 volte in due stagioni. Chiuse la carriera nel 1963 con i Montreal Alouettes della CFL.